# I liga polska w rugby (2006/2007)
I liga polska w rugby (2006/2007) – pięćdziesiąty pierwszy sezon najwyższej klasy ligowych rozgrywek klubowych rugby union w Polsce. Tytuł mistrza Polski zdobyli Budowlani Łódź, którzy w finale rozgrywek pokonali Arkę Gdynia. Trzecie miejsce zajął Folc AZS Warszawa.

## System rozgrywek
Rozgrywki toczono systemem jesień – wiosna, w dwóch fazach. W pierwszej fazie wszystkie drużyny rozgrywały mecze każdy z każdym, mecz i rewanż. Druga faza obejmowała dwa mecze decydujące o medalach i brały w niej udział cztery najlepsze drużyny pierwszej fazy: pierwsza z drugą grała finał ligi, którego stawką było mistrzostwo Polski, a trzecia z czwartą mecz o trzecie miejsce. Rozgrywki trwały od 19 sierpnia 2006 do 16 czerwca 2007.

## Uczestnicy rozgrywek
W rozgrywkach wzięło udział dziewięć najlepszych drużyn I ligi z poprzedniego sezonu: Budowlani Łódź, Folc AZS AWF Warszawa, Posnania Poznań, Arka Gdynia, Lechia Gdańsk, Orkan Sochaczew, Juvenia Kraków, Ogniwo Sopot i Budowlani Lublin, oraz najlepsza drużyna II ligi z poprzedniego sezonu, Skra Warszawa.

## Przebieg rozgrywek

### Pierwsza faza
Wyniki spotkań:
|                       | Budowlani Łódź | Folc AZS AWF Warszawa | Posnania Poznań | Arka Gdynia | Lechia Gdańsk | Orkan Sochaczew | Juvenia Kraków | Ogniwo Sopot | Budowlani Lublin | Skra Warszawa |
| Budowlani Łódź        | –              | 30:13                 | 38:22           | 16:16       | 38:3          | 43:13           | 83:3           | 100:3        | 128:3            | 88:3          |
| Folc AZS AWF Warszawa | 18:11          | –                     | 36:10           | 13:7        | 14:20         | 21:5            | 46:3           | 31:7         | 46:16            | 43:7          |
| Posnania Poznań       | 6:24           | 10:34                 | –               | 13:25       | 11:21         | 26:8            | 12:10          | 45:0         | 76:6             | 56:0          |
| Arka Gdynia           | 15:19          | 30:16                 | 30:9            | –           | 21:14         | 40:5            | 70:10          | 22:7         | 68:0             | 74:13         |
| Lechia Gdańsk         | 5:15           | 20:15                 | 23:12           | 14:0        | –             | 0:21            | 27:26          | 36:20        | 70:3             | 35:6          |
| Orkan Sochaczew       | 10:55          | 22:22                 | 26:23           | 19:20       | 14:19         | –               | 18:8           | 17:31        | 53:0             | 35:0          |
| Juvenia Kraków        | 10:34          | 0:32                  | 7:20            | 7:28        | 13:35         | 22:22           | –              | 18:19        | 52:12            | 27:3          |
| Ogniwo Sopot          | 5:64           | 3:43                  | 7:34            | 5:57        | 13:32         | 16:23           | 15:12          | –            | 41:3             | 37:3          |
| Budowlani Lublin      | 6:55           | 3:66                  | 0:45            | 7:57        | 8:36          | 15:35           | 10:34          | 3:50         | –                | 10:23         |
| Skra Warszawa         | 3:53           | 3:39                  | 0:29            | 0:34        | 5:29          | 9:24            | 7:17           | 19:21        | 23:10            | –             |

Tabela po pierwszej fazie (na zielono wiersze z drużynami, które awansowały do fazy finałowej):
| Pozycja | Drużyna           | Mecze | Punkty razem | Bilans punktów |
| ------- | ----------------- | ----- | ------------ | -------------- |
| 1       | Budowlani Łódź    | 18    | 51           | 894:157        |
| 2       | Arka Gdynia       | 18    | 49           | 628:173        |
| 3       | Folc AZS Warszawa | 18    | 45           | 548:207        |
| 4       | Lechia Gdańsk     | 18    | 44           | 425:269        |
| 5       | Posnania Poznań   | 18    | 36           | 459:295        |
| 6       | Orkan Sochaczew   | 18    | 36           | 370:370        |
| 7       | Ogniwo Sopot      | 18    | 32           | 300:562        |
| 8       | Juvenia Kraków    | 18    | 27           | 279:493        |
| 9       | Skra Warszawa     | 18    | 22           | 127:661        |
| 10      | Budowlani Lublin  | 18    | 26           | 115:948        |

### Druga faza
Mecz o trzecie miejsce:
| 16 czerwca 2007 | Folc AZS AWF Warszawa                                                       | 19:0(5:0) | RC Lechia Gdańsk | Sędzia: Wiesław Piotrowicz |
| 16 czerwca 2007 | Wojciech Łukasiewicz 5, Michał Pazio 5, Maciej Miśkiewicz 5, Adam Pałyska 4 | 19:0(5:0) |                  | Sędzia: Wiesław Piotrowicz |

Finał:
| 16 czerwca 2007 | Blachy Pruszyński Budowlani Łódź                       | 18:13(18:3) | RC Arka Gdynia           | Łódź Sędzia: Alain Moretto |
| 16 czerwca 2007 | Tomasz Stępień 8, Michał Królikowski 5, Marek Mirosz 5 | 18:13(18:3) | Krzysztof Korbolewski 13 | Łódź Sędzia: Alain Moretto |

## Klasyfikacja końcowa
Klasyfikacja końcowa ligi (na czerwono wiersz z drużyną, która spadła do II ligi, na żółto z drużyną, która zagrała w barażu o utrzymanie):
| Pozycja | Drużyna                          |
| ------- | -------------------------------- |
| 1       | Blachy Pruszyński Budowlani Łódź |
| 2       | Arka Gdynia                      |
| 3       | Folc AZS AWF Warszawa            |
| 4       | Lechia Gdańsk                    |
| 5       | Posnania Poznań                  |
| 6       | Orkan Sochaczew                  |
| 7       | Ogniwo Sopot                     |
| 8       | Juvenia Kraków                   |
| 9       | Skra Warszawa                    |
| 10      | Budowlani Lublin                 |

## II liga
Równolegle z rozgrywkami I ligi odbywała się rywalizacja w II lidze. Wzięło w niej udział dziesięć drużyn, a podzielono ja na dwie fazy. W pierwszej drużyny podzielono na dwie grupy liczące po pięć drużyn: północną i centralno-południową. Drużyny rozgrywały mecze zgodnie z zasadą każdy z każdym, mecz i rewanż. Zwycięzcy grup rozegrali dwumecz finałowy, którego zwycięzca zdobył awans do I ligi, a przegrany prawo do gry w barażu z dziewiątą drużyną I ligi.
Tabela końcowa II ligi (na zielono wiersz z drużyną, która awansowała do I ligi, na żółto z drużyną, która awansowała do barażu):
| Pozycja | Drużyna                |
| ------- | ---------------------- |
| 1       | WMPD Olsztyn           |
| 2       | Pogoń Siedlce          |
|         | Czarni Pruszcz Gdański |
|         | Budowlani II Łódź      |
|         | Arka II Gdynia         |
|         | Juvenia II Kraków      |
|         | Kosmaz Koszalin        |
|         | KR Mosina              |
|         | Arka Rumia             |
|         | Biało-Czarni Nowy Sącz |

## Baraż o I ligę
W barażu pomiędzy dziewiątym zespołem I ligi i drugim zespołem II ligi zwyciężyła pierwszoligowa Skra Warszawa, dzięki czemu obroniła się przed spadkiem. Wynik spotkania:
| 30 czerwca 2007 | Skra Warszawa                                             | 14:12(14:0) | Pogoń Siedlce                                       | Sędzia: Tomasz Jarowicz |
| 30 czerwca 2007 | Kacper Banasiak 5, Radosław Tropisz 5, Daniel Bieliński 4 | 14:12(14:0) | Paweł Plichta 5, Michał Rosołek 5, Paweł Rzewuski 2 | Sędzia: Tomasz Jarowicz |
| 30 czerwca 2007 | Marek Fedorowicz                                          | 14:12(14:0) |                                                     | Sędzia: Tomasz Jarowicz |

## Inne rozgrywki
Finał rozgrywanego w tym sezonie Pucharu Polski nie odbył się, trofeum przyznano drużynie Folc AZS AWF Warszawa. W mistrzostwach Polski juniorów zwycięstwo odnieśli Budowlani Łódź, a wśród kadetów Budowlani Lublin.